# Korrigan

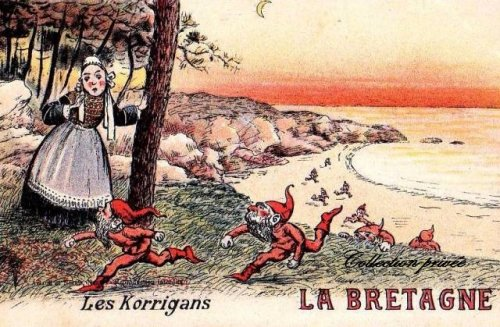
Postal del en la que se ve a los Korrigans.

En el folklore bretón, el korrigan es una criatura comparable al duende. Benevolente o malévolo según el caso, puede mostrar una extrema generosidad, pero también puede llegar a ser terriblemente vengativo. 
La palabra korrigan significa en bretón «enano pequeño» (korr significa enano, ig es un diminutivo y el sufijo an es hipocorístico). Está estrechamente relacionada con la palabra córnica korrik, que significa gnomo. El nombre puede recibir variaciones según la geografía. Entre otros nombres, se encuentran korrig, korred, korrs, kores, couril, crion, goric, kornandon, ozigan, nozigan, teuz, torrigan, viltañs, poulpikan, poulpiquet y paotred ar sabad. 

## Como hadas y enanos
El término es utilizado de diversas maneras por autores del folclore bretón. Théodore de Villemarqué, en Barzaz Breiz, lo utiliza indistintamente con «hada» y los distingue de los enanos («nains»). Por el contrario, Walter Evans-Wentz, en The Fairy Faith in Celtic Countries, argumentó que en la mitología de Morbihan no existe una distinción clara entre korrigans y nains: «Muy a menudo, se cree que los corrigans, considerados nains, al igual que todo tipo de lutins, son espíritus malignos o demonios condenados a vivir aquí en la tierra en estado de penitencia por tiempo indefinido». Les gusta bailar alrededor de las fuentes. Sin embargo, se delatan cuando no pueden enumerar todos los días de la semana (debido a la sacralidad de la semana completa).

## Como espíritus acuáticos de sirena
Otros autores usan el término únicamente para referirse a hadas con aspecto de sirenas que habitan manantiales y ríos, «hermosas y lujuriosas mujeres de cabellos dorados que intentaban atraer a los hombres a sus lechos y a una muerte acuática». Estas criaturas tienen una belleza peculiar al anochecer o por la noche, pero de día tienen los ojos rojos, el cabello blanco y la piel arrugada; por ello, intentan evitar ser vistas durante el día.
Las korrigans tienen un cabello hermoso y ojos rojos brillantes. A veces se las describe como princesas o druidas importantes que se oponían al cristianismo cuando los apóstoles vinieron a convertir Bretaña. Odian a los sacerdotes, las iglesias y especialmente a la Virgen María. Pueden predecir el futuro, cambiar de forma y moverse a la velocidad del rayo. Como sirenas, cantan y peinan su largo cabello, y rondan fuentes y pozos de agua. Tienen el poder de hacer que los hombres se enamoren de ellas, pero luego matan a quienes lo hacen. En muchos cuentos populares, están ansiosas por engañar a los mortales imprudentes que las ven bailar o cuidar un tesoro, y les gusta robar niños humanos, sustituyéndolos por cambiaformas. En la noche del 31 de octubre ( Samhain), se dice que acechan cerca de los dólmenes, esperando víctimas.
Según el poema bretón «Ar rannoù», hay nueve korrigans «que bailan, con flores en el pelo y túnicas de lana blanca, alrededor de la fuente, a la luz de la luna llena».

## Canciones
- Korrigan, CD "Tu es la" del grupo bretón STETRICE, www.stetrice.com